# KCTV 뉴스 7
《KCTV 뉴스 7》은 매주 월요일~금요일 저녁 7시에 KCTV 제주방송으로 방송되는 메인 뉴스 프로그램이다.

## 앵커
- 오유진 기자, 김수연 기자

## 경쟁 뉴스 프로그램
- KBS 뉴스 7 제주 (KBS제주 1TV)